# Wierzejskiella vagneri
Wierzejskiella vagneri är en hjuldjursart som beskrevs av Koniar 1955. Wierzejskiella vagneri ingår i släktet Wierzejskiella och familjen Dicranophoridae. Inga underarter finns listade i Catalogue of Life.